# .invalid
.invalid – zarezerwowana domena najwyższego poziomu, nieprzeznaczona do używania w globalnym systemie DNS. Została zdefiniowana w czerwcu 1999 w dokumencie RFC, razem z domenami .localhost, .test i .example.
Domena .invalid jest przeznaczona do użycia w konstrukcji nazw domen które są nieprawidłowe i jest to widoczne na pierwszy rzut oka.
Domena znajduje wykorzystanie między innymi przy publikowaniu artykułów na publiczne grupy dyskusyjne z użyciem usług NNTP, gdy konieczne jest podanie adresu skrzynki pocztowej wysyłającego. Ze względu na powszechne nadużywanie tak podanego adresu, zastępuje się prawdziwy adres nieco zniekształconym lub zupełnie zmyślonym, w obu przypadkach umieszczając w domenie ".invalid" (np janek@usun-to.example.com.invalid dla przykładowego janek@example.com).